# Stéphane Bozzolo
Stéphane Bozzolo (Épinal, 2 maggio 1975) è un ex atleta paralimpico francese, che ha gareggiato in categoria T/F/P12 (ipovedenti) nel salto in lungo e nel pentathlon.

## Biografia
Ipovedente, si è dedicato allo sport paralimpico dal 1995. Ha partecipato alle Paralimpiadi di Atlanta nel 1996 e a quelle di Sydney nel 2000, in entrambi i casi conquistando l'argento nel pentathlon e l'oro nel salto in lungo. A questi risultati è seguito un duplice oro nei campionati mondiali paralimpici del 2002.
Ai Giochi paralimpici di Atene nel 2004 ha rimediato solo piazzamenti, ma in questa occasione ha colto i suoi risultati anche nel lancio del giavellotto. Infine, alle Paralimpiadi di Pechino nel 2008, oltre ai piazzamenti in salto in lungo e pentathlon, ha fatto parte della staffetta 4×100 m, che ha meritato la medaglia di bronzo.
Di professione è massofisioterapista. Nel 2016 ha fatto parte della selezione francese paralimpica a Rio de Janeiro, in qualità di fisioterapista.

## Palmarès
| Anno | Manifestazione       | Sede    | Evento                     | Risultato | Prestazione | Note  |
| ---- | -------------------- | ------- | -------------------------- | --------- | ----------- | ----- |
| 1996 | Giochi paralimpici   | Atlanta | Salto in lungo F11         | Oro       | 6,74 m      |       |
| 1996 | Giochi paralimpici   | Atlanta | Pentathlon P11             | Argento   | 2 826 p.    |       |
| 2000 | Giochi paralimpici   | Sydney  | Salto in lungo F12         | Oro       | 6,92 m      |       |
| 2000 | Giochi paralimpici   | Sydney  | Pentathlon P12             | Argento   | 3 132 p.    |       |
| 2002 | Mondiali paralimpici | Lilla   | Salto in lungo F12         | Oro       | 7,01 m      |       |
| 2002 | Mondiali paralimpici | Lilla   | Pentathlon P12             | Oro       | 3 179 p.    |       |
| 2003 | Europei paralimpici  | Assen   | Salto in lungo T12         | Oro       | 6,76 m      |       |
| 2004 | Giochi paralimpici   | Atene   | Salto in lungo F12         | 5º        | 6,91 m      |       |
| 2004 | Giochi paralimpici   | Atene   | Lancio del giavellotto F12 | 8º        | 47,39 m     |       |
| 2005 | Europei paralimpici  | Espoo   | Salto in lungo F12         | Argento   | 7,15 m      |       |
| 2005 | Europei paralimpici  | Espoo   | Pentathlon P12             | Oro       | 2 916 p.    |       |
| 2008 | Giochi paralimpici   | Pechino | Salto in alto F12          | 7º        | 6,53 m      |       |
| 2008 | Giochi paralimpici   | Pechino | Pentathlon P12             | 4º        | 3 111 p.    |       |
| 2008 | Giochi paralimpici   | Pechino | 4×100 m T11-13             | Bronzo    | 44"49       | [ 3 ] |